# Hebert Conceição
Hebert William Carvalho da Conceição Sousa, född 28 februari 1998 i Salvador, är en brasiliansk boxare.

## Karriär
I augusti 2021 tog Conceição guld i mellanvikt vid OS i Tokyo efter att ha besegrat ukrainska Oleksandr Chyzjnjak i finalen.